# Arismendi (paroisse civile de Barinas)
Pour les articles homonymes, voir Arismendi.
Arismendi est l'une des quatre paroisses civiles de la municipalité d'Arismendi dans l'État de Barinas au Venezuela. Sa capitale est Arismendi, chef-lieu de la municipalité. En 2018, sa population s'élève à 11 573 habitants.

## Géographie

### Démographie
Hormis sa capitale et chef-lieu de la municipalité, Arismendi, la paroisse civile possède plusieurs localités dont :
- Arismendi
  - La Manga
- Costa de Guanare Viejo